# Менделеевские чтения

Медаль менделеевского чтеца. Фарфор

Менделеевские чтения — торжественный акт, ежегодные доклады ведущих учёных по темам, затрагивающим все области химии и смежных с нею наук: физики, биологии и биохимии и др. Время проведения чтений обусловлено двумя датами: днём рождения Д. И. Менделеева (8 февраля 1834) и рассылкой им сообщения об открытии Периодического закона (март 1869).
- Учреждены решением правления ВХО им. Д. И. Менделеева и Учёного совета Ленинградского государственного университета — 20 января 1940 года.
- Впервые проведены в 1941 году (прерваны Великой Отечественной войной, возобновлены как ежегодные в 1947 году Ленинградским отделением ВХО совместно с ЛГУ — в связи с 40-летием со дня смерти Д. И. Менделеева.
- В 1953 году из-за траура по Сталину чтения не проводились.
- В 1968 году единственный раз, в связи со столетним юбилеем открытия Д. И. Менделеевым Периодического закона, состоялось три чтения: одно — в марте и два — в октябре.
- В 2011 году мероприятие не состоялось из-за болезни чтеца.
- В 2020—2021 гг. мероприятие не состоялось из-за пандемии COVID-19.

Право участия в чтениях определяется единственным критерием — только выдающимся вкладом чтеца в науку, непременной является также учёная степень — доктор наук; поэтому при выборе чтеца звания, награды и административные должности традиционно не учитывались и не указывались.
Менделеевские чтения проводили президенты и вице-президенты АН СССР, действительные члены и члены-корреспонденты АН СССР и РАН, министр, нобелевские лауреаты, профессора.
Менделеевские чтения всегда проводились в Ленинградском государственном университете, ныне — в Санкт-Петербургском государственном университете, в Большой химической аудитории химического факультета СПбГУ (во дворе главного здания университета — на Васильевском острове); в настоящее время чтения проводятся в лектории Менделевского центра — Санкт-Петербург, Васильевский остров, Университетская набережная, дом 7/9.

## Менделеевские чтецы
- I. — Виталий Григорьевич Хлопин — 17 марта 1941 года — «Превращение элементов и периодический закон»
- II. — Александр Николаевич Теренин — 21 февраля 1947 года — «Расщепление молекул под действием света»
- III. — Александр Евгеньевич Порай-Кошиц — 28 февраля 1948 года — «К теории крашения»
- IV. — Иван Иванович Жуков — 17 февраля 1949 года. — «Электрические свойства дисперсных систем»
- V. — Александр Николаевич Несмеянов — 13 апреля 1950 года — «Сопряжение простых связей»
- VI. — Александр Ерминингельдович Арбузов — 22 февраля 1951 года — «Органические производные кислот фосфора»
- VII. — Михаил Михайлович Дубинин — 7 февраля 1952 года — «Адсорбция газов и паров и структура адсорбентов»
- VIII. — Сергей Александрович Щукарев — 11 февраля 1954 года — «Учение Д. И. Менделеева о формах химических соединений в свете современной науки»
- IX. — Александр Павлович Виноградов — 24 февраля 1955 года — «Изотопы свинца»
- X. — Иосиф Евсеевич Старик — 9 февраля 1956 года — «Состояние микроэлементов в жидкой и твёрдой фазах»
- XI. — Илья Ильич Черняев — 7 февраля 1957 года — «Индивидуальность химических элементов и комплексообразование»
- XII. — Николай Николаевич Семёнов — 27 февраля 1958 года — «О некоторых цепных реакциях»
- XIII. — Степан Николаевич Данилов — 12 февраля 1959 года — «Происхождение реакций одновременного окисления-восстановления органических веществ»
- XIV. — Борис Петрович Никольский — 11 февраля 1960 года — «Значение теории ионного обмена для развития учения о растворах»
- XV. — Александр Абрамович Гринберг — 9 февраля 1961 года — «Исследования по химии комплексных соединений»
- XVI. — Валентин Алексеевич Каргин — 15 февраля 1962 года — «Возникновение структур в полимерах»
- XVII. — Григорий Алексеевич Разуваев — 14 февраля 1963 года — «Гомологические реакции распада металлоорганических соединений»
- XVIII. — Виктор Николаевич Кондратьев — 13 февраля 1964 года — «Новый этап в развитии кинетики газов реакций»
- XIX. — Александр Ильич Бродский — 11 февраля 1965 года — «Изучение механизма реакций с участием перекисных соединений»
- XX. — Александр Наумович Фрумкин — 5 мая 1966 года — «О потенциалах, принимаемых электродами в растворах чужеродных ионов»
- XXI. — Константин Павлович Мищенко — 16 февраля 1967 года — «Учение Д. И. Менделеева о растворах — основа современной теории»
- XXII. — Семён Исаакович Вольфкович — 4 марта 1968 года —"Пути химизации сельского хозяйства"
- XXIII. — Владимир Степанович Шпак — 16 октября 1968 года — «Роль идей Д. И. Менделеева и РФХО—ВХО им. Д. И. Менделеева в развитии отечественной промышленности»
- XXIV. — Георгий Николаевич Флёров — 16 октября 1968 года — «Новейшие элементы таблицы Д. И. Менделеева, перспективы и химические проблемы поисков сверхтяжёлых элементов»
- XXV. — Владимир Александрович Фок — 20 апреля 1969 года — «Вмещаются ли химические свойства атомов в рамки чисто пространственных представлений?»
- XXVI. — Анатолий Александрович Петров — 19 февраля 1970 года — «Общие закономерности в реакциях сопряжённых систем»
- XXVII. — Владимир Александрович Энгельгардт — 18 марта 1971 года — «Пути и цели химии в познании жизни»
- XXVIII. — Яков Кивович Сыркин — 3 марта 1972 года — «Нежёсткие молекулы»
- XXIX. — Николай Михайлович Жаворонков — 5 марта 1973 года — «Д. И. Менделеев — провозвестник НТР»
- XXX. — Николай Константинович Кочетков — 21 марта 1974 года — «Развитие синтеза в области химии углеводов»
- XXXI. — Сергей Эдуардович Фриш — 20 марта 1975 года — «Спектроскопия атомно−молекулярных соединений»
- XXXII. — Юрий Анатольевич Овчинников — 25 марта 1976 года — «Успехи в изучении структуры белков»
- XXXIII. — Алексей Васильевич Сторонкин — 24 марта 1977 года — «Вопросы термодинамики гетерогенных систем»
- XXXIV. — Борис Александрович Арбузов — 16 февраля 1978 года — «Реакции циклоприсоединения алифатических и ароматических ацил-изоцианитов»
- XXXV. — Леонид Аркадьевич Костандов — 16 февраля 1979 года — «Химическая наука и промышленность»
- XXXVI. — Константин Борисович Яцимирский — 29 марта 1980 года — «Биологический аспекты неорганической химии»
- XXXVII. — Николай Сергеевич Ениколопов — 12 марта 1981 года — «Химические превращения органических соединений в твёрдой фазе при пластическом течении»
- XXXVIII. — Анатолий Петрович Александров — 4 февраля 1982 года — «Проблемы энергетики на рубеже XX−XXI веков»
- XXXIX. — Михаил Михайлович Шульц — 24 марта 1983 года — «Химия оксидных стёкол и их электродные свойства»
- XL. — Виктор Иванович Спицын — 5 апреля 1984 года — «Новые закономерности в соотношениях химических элементов периодической системы Д. И. Менделеева»
- XLI. — Олег Александрович Реутов — 11 апреля 1985 года — «Некоторые аспекты металлоорганической химии непереходных металлов»
- XLII. — Яков Михайлович Колотыркин — 11 февраля 1986 года — «Коррозия металлов»
- XLIII. — Валентин Афанасьевич Коптюг — 12 февраля 1987 года — «Проблемы систематизации химических знаний»
- XLIV. — Виталий Иосифович Гольданский — 25 марта 1988 года — «Квантовая кинетика низкотемпературных химических реакций»
- XLV. — Виктор Александрович Кабанов — 25 марта 1989 года — «Статистические микромолекулы в живых системах»
- XLVI. — Марк Ефимович Вольпин — 1 марта 1990 года — «Новые пути активации предельных углеводородов»
- XLVII. — Николай Серафимович Зефиров — 28 марта 1991 года — «Применение ЭВМ как искусственного интеллекта в органической химии»
- XLVIII. — Юрий Николаевич Молин — 19 марта 1992 года — «Магнитные эффекты и спиновая когерентность в радиальных реакциях»
- XLIX. — Жорес Иванович Алфёров — 19 февраля 1993 года — «Полупроводниковые гетероструктуры»
- L. — Юрий Александрович Буслаев — 10 марта 1994 года — «Неорганические материалы сегодня»
- LI. — Александр Евгеньевич Шилов — 16 марта 1995 года — «Биомиметический катализ»
- LII. — Владимир Петрович Скулачев — 14 марта 1996 года — «Кислород в живых системах: добро и зло»
- LIII. — Георгий Васильевич Самсонов — 6 марта 1997 года — «Хроматографическая биосепарация и биополимерные системы»
- LIV. — Илья Иосифович Моисеев — 19 марта 1998 года — «Активация пероксида водорода комплексами металлов: молекулярные пути»
- LV. — Анатолий Иванович Русанов — 18 марта 1999 года — «Удивительный мир мицелл»
- LVI. — Анатолий Леонидович Бучаченко — 2 марта 2000 года — «Химия на рубеже веков: новые горизонты»
- LVII. — Ирина Петровна Белецкая — 1 февраля 2001 года — «Металлоорганическая химия: прошлое и будущее»
- LVIII. — Владимир Вячеславович Болдырев — 21 марта 2002 года — «Реакционная способность твёрдых веществ: проблемы и перспективы»
- LIX. — Борис Александрович Трофимов — 27 марта 2003 года — «Суперосновные катализаторы и реагенты: концепция, применение, перспективы»
- LX. — Ренад Зиннурович Сагдеев — 12 февраля 2004 года — «Магнитные явления в химии, биологии и медицине»
- LXI. — Юрий Цолакович Оганесян — 17 марта 2005 года — «Сверхтяжёлые элементы»
- LXII. — Владимир Исаакович Минкин — 16 марта 2006 года — «Полифункциональные материалы для молекулярной электроники»
- LXIII. — Юрий Александрович Золотов — 22 марта 2007 года — «Аналитическая химия: день сегодняшний»
- LXIV. — Олег Николаевич Чупахин — 20 марта 2008 года — «Нуклеофильное ароматическое замещение водорода — эффективная синтетическая методология»
- LXV. — Владимир Евгеньевич Фортов — 12 марта 2009 года — «Экстремальные состояния вещества»
- LXVI. — Алексей Ремович Хохлов — 18 февраля 2010 года — «Умные полимеры»
- LXVII. — Юрий Дмитриевич Третьяков — 2011 год — «Нанореволюция в химии и технологии» (чтение не состоялось из-за болезни чтеца)
- LXVIII. — Михаил Аркадьевич Островский — 15 марта 2012 года — «Химия и молекулярная физиология зрения»
- LXIX. — Сергей Михайлович Алдошин — 21 марта 2013 года — «Новый класс доноров моноксида азота для терапии социально-значимых заболеваний»
- LXX. — Валерий Николаевич Чарушин — 6 марта 2014 года — «Новые методологии органического синтеза»
- LXXI. — Евгений Михайлович Дианов — 9 апреля 2015 года — «На пороге петаэры»

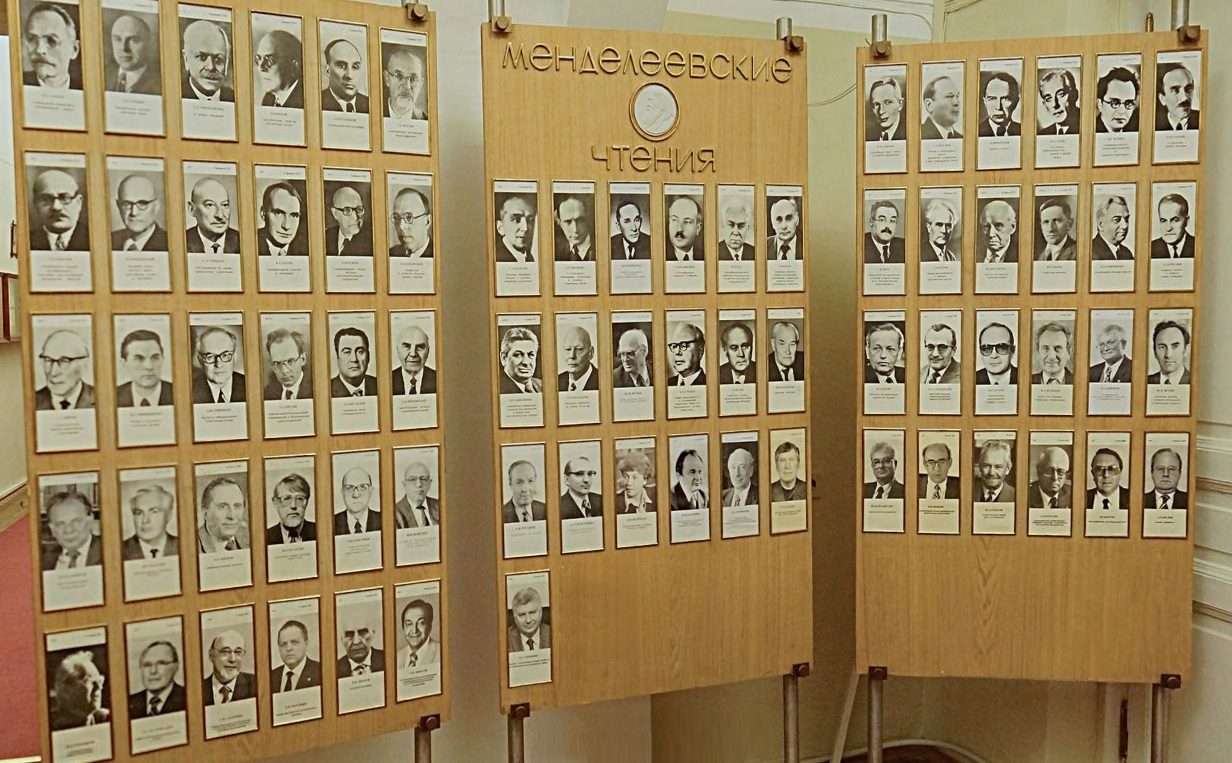
Панно «Менделеевские чтения» в Музее-архиве Д. И. Менделеева. Художник А. М. Шульц

- LXXII. — Аслан Юсупович Цивадзе — 18 февраля 2016 года — «От фундаментальных исследований к инновационным разработкам на основе макроциклических соединений»
- LXXIII. — Олег Герольдович Синяшин — 30 марта 2017 года — «Фосфор — структурообразующий элемент в органической и неорганической химии»
- LXXIV. — Азиз Мансурович Музафаров — 22 марта 2018 года — «Силиконы. От порядка к хаосу и обратно»
- LXXV. — Валентин Николаевич Пармон — 30 мая 2019 года — «Стимулирование эндотермических каталитических превращений углеводородов»
- LXXVI. — Михаил Петрович Егоров — 20 октября 2022 года — «Кремний, германий, олово: от механизмов реакций к бесхлорным технологиям» (чтение в 2020—2021 гг. не состоялось из-за пандемии COVID-19)
- LXXVII. — Сергей Владимирович Кривовичев — 18 мая 2023 года — «Химия и минералогия: от Д. И. Менделеева до наших дней»
- LXXVIII. — Вадим Юрьевич Кукушкин — 18 апреля 2024 года — «Нековалентные взаимодействия в химии»